# ホクリヨウ
株式会社ホクリヨウ（英: Hokuryo Co., Ltd.）は、北海道札幌市白石区に本社を置く、鶏卵の生産･販売を行う企業である。

## 沿革
- 1949年（昭和24年）

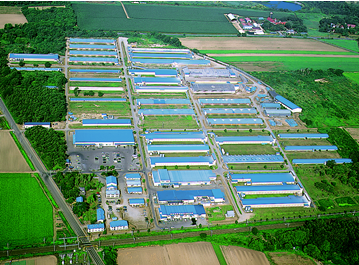
ホクリヨウの札幌農場

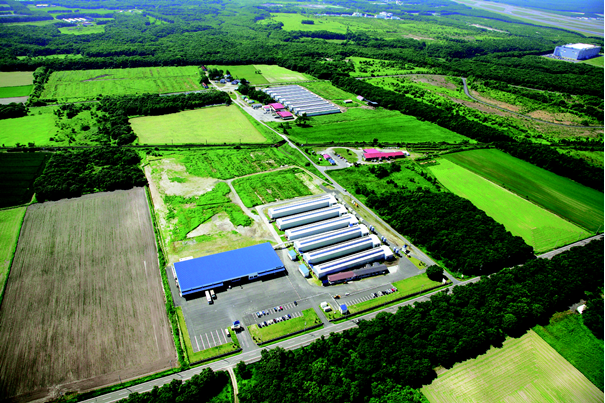
ホクリヨウの千歳農場

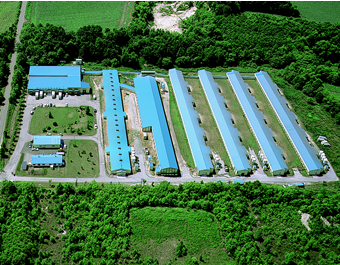
ホクリヨウの北見農場

  - 北海道小樽市に北海道糧食株式会社を設立、飼料販売及び乾麺の製造販売を開始
- 1954年（昭和29年）
  - 配合飼料の製造販売を開始
- 1956年（昭和31年）
  - 食料事情も安定しかつ飼料販売に目途がついたこともあり乾麺事業から撤退
- 1961年（昭和36年）
  - 小樽市に道内初の本格的飼料工場を建設
- 1963年（昭和38年）
  - 札幌市にブロイラー及び食肉販売の専門会社として、株式会社大丸札幌大屋商店（のちのホクリヨウ畜産株式会社）を設立
- 1964年（昭和39年）
  - 札幌郡広島村（現北広島市）に北海道糧食株式会社の畜産部門として広島畜産センターを建設（現札幌農場）し本格的な養鶏事業をスタート
- 1965年（昭和40年）
  - 広島畜産センターにはじめての雛が入る（8月6日）
- 1968年（昭和43年）
  - 小樽市手宮に第二飼料工場建設
- 1972年（昭和47年）
  - 飼料部門をニップン飼料株式会社に営業譲渡し飼料販売事業から撤退
  - 北海道糧食株式会社を株式会社ホクリヨウと商号変更、畜産物の生産販売の専門会社として再スタート
- 1974年（昭和49年）
  - 札幌市白石区に札幌営業所を開設、北海道初のGP工場を開設
- 1975年（昭和50年）
  - 旭川営業所を開設、同時にGP工場を建設
- 1977年（昭和52年）
  - 北海道余市郡赤井川村に肉豚生産の赤井川畜産センターを建設、養豚事業をスタート
- 1978年（昭和53年）
  - 広島畜産センター内に食肉加工工場を建設
- 1979年（昭和54年）
  - 北見営業所を開設、同時にGP工場を建設
- 1980年（昭和55年）
  - 登別市に株式会社登別養鶏ファームを設立（1996年9月株式会社登別ポートリーに商号変更、現登別農場）
  - 広島畜産センターに割卵工場を建設
  - キユーピータマゴとの業務提携始まる
- 1981年（昭和56年）
  - 北見市に株式会社東養鶏場を設立（1996年9月株式会社北見ポートリーに商号変更、現北見農場）
  - 広島畜産センター内にGP工場建設
- 1982年（昭和57年）
  - 北海道苫前郡羽幌町に株式会社北海道エス・ピー・エフ畜産センターを設立
- 1983年（昭和58年）
  - 「PG卵モーニング」新発売
- 1985年（昭和60年）
  - 釧路営業所を開設
- 1986年（昭和61年）
  - 北海道河東郡音更町に株式会社十勝ポートリーを設立（現十勝農場）
  - 函館営業所を開設
- 1987年（昭和62年）
  - 北海道勇払郡早来町（現安平町）に若めす育成専用の株式会社北海道若めすを設立（現早来農場）
  - 音更町に帯広営業所開設。同時にGP工場を建設
  - 株式会社東養鶏場を北見市美園に農場移転新設
  - 同じく北見営業所及びGP工場建設
- 1988年（昭和63年）
  - 養豚部門の赤井川畜産センターを分社化し、株式会社ホクリヨウ赤井川畜産センターを設立
  - 株式会社北海道若めす 早来町（現安平町）に育成農場建設
- 1997年（平成9年）
  - 登別市に室蘭出張所を開設
- 2000年（平成12年）
  - 広島畜産センターに新GP工場建設
  - 同センターを札幌農場と名称変更
- 2001年（平成13年）
  - 北見GP工場増改築
- 2002年（平成14年）
  - 帯広GP工場新築
- 2004年（平成16年）
  - 販売部門を集約すべくホクリヨウ畜産株式会社を株式会社ホクリヨウに合併。
  - 生産部門を集約すべく株式会社ホクリヨウの生産部門、株式会社登別ポートリー、株式会社北見ポートリー、株式会社十勝ポートリー、株式会社北海道若めす、株式会社ホクリヨウ赤井川畜産センター、株式会社北海道エス・ピー・エフ畜産センターを合併し株式会社ホクリヨウ生産とする
- 2005年（平成17年）
  - 登別GP工場を新築
  - 鶏卵トレーサビリティシステムをスタート
- 2008年（平成20年）
  - 株式会社ホクリヨウ生産を株式会社ホクリヨウに合併
- 2009年（平成21年）
  - 株式会社住吉たまごの営業権取得
  - 道南の千軒農場の資産を取得（現道南農場）
  - 株式会社北海道エッグの営業権取得
  - 有限会社沼山ファームと有限会社武石忠興農場の資産を取得（現千歳農場）
  - 札幌GP工場でISO22000取得
- 2010年（平成22年）
  - 養豚生産部門をエスフーズ株式会社へ売却
  - 株式会社白樺ファームの資産を取得（現千歳農場）
  - 北見・帯広GP工場でISO22000取得
- 2011年（平成23年）
  - 登別GP工場でISO22000取得
  - 千歳GP工場新築
- 2012年（平成24年）
  - 千歳GP工場でISO22000取得
  - 札幌支店を札幌市東区苗穂に移転新築
- 2013年（平成25年）
  - 株式会社サークル商事の営業権取得
- 2014年（平成26年）
  - 日本配合飼料株式会社（現フィード・ワン株式会社）から岩手県の株式会社第一ポートリーファームの全株式を取得し子会社化
  - 岩手県岩手町に盛岡支店を開設
- 2015年（平成27年）
  - 東京証券取引所市場第二部に上場
  - 札幌・千歳GPでFSSC22000を取得
  - 岩手県洋野町にGP工場新設（はまなすGP)
- 2016年（平成28年）
  - 東京証券取引所市場第一部に指定替え
  - 北見・登別・帯広GPでFSSC22000を取得
- 2017年（平成29年）
  - 輪厚液卵工場を北広島市輪厚に新築、加工分野進出の第一歩となる
  - はまなすGPでFSSC22000を取得
  - 決算期変更（毎年8月31日→毎年3月31日）
- 2018年（平成30年）
  - 「平飼い卵」新発売
  - 肉食品販売部門をエスフーズ株式会社へ譲渡
  - 盛岡農場、はまなす農場、札幌農場、千歳農場でJGAPを取得
  - 宮城県多賀城市にGP工場新設（多賀城GP)
- 2019年（平成31年）
  - 子会社株式会社第一ポートリーファームが、宮城県栗原市の農場買収（吉目木農場）
- 2020年（令和2年）
  - 多賀城GPでFSSC22000を取得
- 2021年（令和3年）
  - 香港向け鶏卵輸出をスタート
  - 子会社である株式会社第一ポートリーファームを吸収合併
- 2022年（令和4年）
  - 千歳化製工場を千歳市駒里に新築

## 商品一覧
- PG卵モーニング
- 雛の巣
- サラダ気分
- 平飼い卵
- どさんこ生活